# Megalomus fidelis
Megalomus fidelis är en insektsart som först beskrevs av Banks 1897.  Megalomus fidelis ingår i släktet Megalomus och familjen florsländor. Inga underarter finns listade i Catalogue of Life.